# Bassignac-le-Haut
Bassignac-le-Haut ist eine französische Gemeinde mit 152 Einwohnern (Stand 1. Januar 2022) im Département Corrèze in der Region Nouvelle-Aquitaine. Die Einwohner nennen sich Bassignacois(es).

## Geografie
Die Gemeinde liegt im Zentralmassiv  in der Xaintrie. Die Präfektur des Départements Tulle befindet sich rund 30 Kilometer leicht nordwestlich und Argentat 25 Kilometer südwestlich.
Nachbargemeinden von Bassignac-le-Haut sind Saint-Merd-de-Lapleau im Nordosten, Auriac im Osten, Darazac im Süden, Servières-le-Château im Südwesten, Saint-Martin-la-Méanne im Westen sowie Gros-Chastang im Nordwesten.

## Wappen
Blasonierung: Gespalten in Silber und Rot, vorn ein roter Schrägbalken und sechs an den Schildrand und Spalt gestellten silbernen Andreaskreuzen, hinten ein goldener Schrägbalken unter dem blauen Schildhaupt mit drei balkenweis gestellten fünfstrahligen goldenen Sternen.

## Einwohnerentwicklung
| Jahr      | 1962 | 1968 | 1975 | 1982 | 1990 | 1999 | 2007 | 2017 |
| Einwohner | 429  | 476  | 426  | 395  | 311  | 211  | 178  | 179  |